# The Graph
The Graph est un protocole d'indexation et un moteur de recherche décentralisé conçu pour organiser et interroger les données des blockchains,. The Graph est souvent défini comme « le Google de la blockchain ». Le jeton natif de The Graph est le « GRT ».
The Graph est hébergé par la blockchain Ethereum, avant de migrer en juin 2023 vers la blockchain de couche 2 d'Ethereum, Arbitrum.

## Description
The Graph indexe les données de plus de 25 protocoles blockchain, notamment Ethereum, NEAR, Avalanche, Polygon et IPFS. Il vise à fonctionner comme un « Google pour les blockchains » en rendant les données de la blockchain interrogeables pour les développeurs construisant des applications décentralisées. Le protocole repose sur un réseau d'opérateurs de nœuds appelés « indexeurs » qui traitent les requêtes et servent les données blockchain via des API.
La fondation à but non lucratif « The Graph Foundation » supervise l'écosystème The Graph et a pour mission de développer et d'améliorer le protocole.

## Fonctionnement
The Graph est un protocole d'indexation fournissant des données « sur la chaîne » (« on chain » en anglais) à partir d'un large éventail de sources. Il évite aux développeurs d'applications d'avoir à mettre en place une infrastructure complexe pour obtenir des données « sur la chaîne ». Grâce à The Graph, les consommateurs de données, paient pour interroger les API de données de la chaîne (appelées « sous-graphes ») par l'intermédiaire de l'API GraphQL.
Il existe trois rôles clés pour assurer le bon fonctionnement du protocole :
- Les « indexeurs » traitent et stockent les données des « sous-graphes » sur la chaîne. Ils ont besoin d'un savoir-faire technique avancé pour faire fonctionner les nœuds. Pour leur travail, les indexeurs reçoivent des frais de requête et des récompenses pour l'indexation.

- Les « curateurs » analysent et signalent les sous-graphes qu'il est intéressant d'indexer. Les curateurs gagnent une partie des frais d'interrogation générés par un « sous-graphe » particulier.

- Les « délégués » délèguent leurs jeton natif GRT aux indexeurs. En retour, les délégués gagnent une partie des frais de requête et des récompenses d'indexation sans avoir à gérer eux-mêmes des nœuds[6].

## Histoire
Le 28 janvier 2019, la start-up nommée « The Graph » lève 2,5 millions de dollars lors d'un tour de financement de démarrage mené par le fonds spéculatif de cryptomonnaie Multicoin Capital. Compound VC, CoinFund, DTC, Kilowatt, Reciprocal Ventures et SPC participent également à cet tour de financement.
Fin 2020, The Graph lève 12M lors d'une vente public de ses jetons natifs. 
En 2022, The Graph lève 50 millions de dollars lors d'un cycle de financement. Les entreprises Reciprocal Ventures, Tiger Global, Fenbushi Capital, Blockwall Digital et FinTech investissent des fonds. 
En juin 2023, The Graph entame la dernière phase de sa migration vers le réseau Ethereum Layer 2 Arbitrum. Cette transition doit permettre d'améliorer les capacités de passage à l'échelle du protocole. Elle devrait également aider à réduire les frais de gaz et à augmenter la vitesse des transactions. 
En juillet 2023, la fondation The Graph accorde 60 millions de dollars à Semiotic AI, une société de logiciels appliquant l'intelligence artificielle et la cryptographie aux systèmes décentralisés. Dans le cadre de cet accord, Semiotic AI rejoint The Graph en tant que développeur de protocole de base. 